# Espaces inhabitables
Espaces inhabitables est une anthologie de science-fiction publiée en deux tomes en mars et septembre 1973, sous la supervision d'Alain Dorémieux. 
L'anthologie est parue chez Casterman, dans la collection Autres temps, autres mondes (série Anthologies no 14 et no 15).
Elle contient au total 33 nouvelles, à savoir 16 nouvelles (tome 1) et 17 nouvelles (tome 2). 
Le tiers des nouvelles a été rédigé par trois auteurs : Thomas M. Disch (quatre nouvelles), J. G. Ballard (quatre nouvelles) et Robert Silverberg (trois nouvelles).

## Tome 1 (mars 1973)
- Préface d'Alain Dorémieux (pages 9 à 13).
- Notices sur les auteurs, par Alain Dorémieux (pages 15 à 20).
- Casablanca (Casablanca), de Thomas M. Disch (traduction de René Lathière).
- Noir égale beau (Black is Beautiful), de Robert Silverberg (traduction de Jacques Chambon.
- Champ de bataille (The Killing Ground), de J. G. Ballard (traduction de Bruno Martin).
- Heureux mortels (This Happy Breed), de John T. Sladek (traduction de René Lathière).
- …et pour toujours Gomorrhe (Aye, and Gomorrah…), de Samuel R. Delany (traduction d'Alain Dorémieux et de René Lathière) - prix Nebula de la meilleure nouvelle courte 1967.
- Nombre limite (The Number You Have Reached), de Thomas M. Disch (traduction de René Lathière).
- Jour de bonheur en 2381 (A Happy Day in 2381), de Robert Silverberg (traduction de Bruno Martin).
- Masques (Masks), de Damon Knight (traduction de Bruno Martin).
- Une histoire d'amour en trois actes (Love story in three acts), de David Gerrold (traduction de Bruno Martin). Parution notamment dans Univers 03.
- Les Récupérateurs (Beyond the Weeds), de Peter Tate (traduction de Michel Deutsch).
- Éphémère (Transient), de Langdon Jones (traduction de Denise Hersant).
- Attraction terrestre (Gravity), de Harvey Jacobs (traduction de Jacques Chambon.
- Style de conversation (Conversational mode), de Grahame Leman (traduction de Bruno Martin).
- Passagers (Passengers), de Robert Silverberg (traduction de Michel Deutsch) - prix Nebula de la meilleure nouvelle courte 1969.
- Maintenant et à jamais (Now Is Forever), de Thomas M. Disch (traduction de René Lathière).
- Le Grand Flash (The Big Flash), de Norman Spinrad (traduction de Michel Deutsch).

## Tome 2 (septembre 1973)
- Préface d'Alain Dorémieux (pages 9 à 11).
- Notices sur les auteurs, par Alain Dorémieux (pages 13 à 16).
- Les Anges du cancer (Carcinoma Angels), de Norman Spinrad (traduction de Michel Deutsch).
- Temps de passage (Time of Passage), de J. G. Ballard (traduction de René Lathière).
- Oasis (Protostars), de Pamela Sargent (traduction de Denise Hersant).
- Le Mur (The Wall), de Josephine Saxton (traduction de René Lathière).
- Maintenance (A cleansing of the system), de  Charles Platt (traduction de Michel Deutsch).
- Mains muettes (Silent Hands), de Gerard Conway (traduction de Bruno Martin).
- Le Rivage d'Asie (The Asian Shore), de Thomas M. Disch (traduction de Bruno Martin).
- Pommier de discorde (Crab apple crisis), de George MacBeth (traduction de Bruno Martin) ; parution aussi dans Univers 07 (1976) sous le titre « La Guerre des pommes reinettes ».
- Le Géant noyé (The Drowned Giant), de J. G. Ballard (traduction de René Lathière).
- Histoire du petit lapin bleu (The soft blue bunny rabbit), de Edward Bryant (traduction de Bruno Martin).
- Des visages et des mains (Faces & Hands), de James Sallis (traduction de Bruno Martin).
- Le Dernier fantôme (The Last Ghost), de  Stephen Goldin (traduction de Bruno Martin).
- Paysage en creux (A landscape of Shallows), de Christopher Finch (traduction de Bruno Martin).
- Des amis et d'autres inconnus (Norman : Friends and other strangers), de Lynnda Stevenson (traduction de Bruno Martin).
- Alternatives (Chances are), de Alice Laurance (traduction de Denise Hersant).
- Fuite hors de Cité 5 (Exit from City 5), de Barrington J. Bayley (traduction de Michel Deutsch).
- Du fond des âges (Prisoner of the Coral Deep), de J. G. Ballard (traduction de René Lathière).